# Cantone di Montfaucon-d'Argonne
Il Cantone di Montfaucon-d'Argonne era una divisione amministrativa dell'arrondissement di Verdun.
È stato soppresso a seguito della riforma complessiva dei cantoni del 2014, che è entrata in vigore con le elezioni dipartimentali del 2015.
Comprendeva i comuni di:
- Bantheville
- Brabant-sur-Meuse
- Cierges-sous-Montfaucon
- Consenvoye
- Cuisy
- Cunel
- Dannevoux
- Épinonville
- Forges-sur-Meuse
- Gercourt-et-Drillancourt
- Gesnes-en-Argonne
- Montfaucon-d'Argonne
- Nantillois
- Regnéville-sur-Meuse
- Romagne-sous-Montfaucon
- Septsarges
- Sivry-sur-Meuse